# Stactobia gerutu
Stactobia gerutu är en nattsländeart som beskrevs av Wells och Huisman 1993. Stactobia gerutu ingår i släktet Stactobia och familjen smånattsländor. Inga underarter finns listade i Catalogue of Life.